# خيسوس فرنسيسكو لوبيز
خيسوس فرنسيسكو لوبيز (بالإسبانية: Jesús Francisco López)‏ هو لاعب كرة قدم مكسيكي، ولد في 18 مارس 1997.